# 科塞尼夫
50°32′49″N 27°14′03″E / 50.54694°N 27.23417°E
科塞尼夫（烏克蘭語：Косенів），是烏克蘭北部的村莊，隸屬日托米爾州的茲維亞赫爾區。該村處於茲加爾河畔，始建於1586年，面積2.32平方公里，海拔高度221米，2011年人口444，人口密度每平方公里191.2人。